# ويليام لونغ (موجه قوارب)
ويليام لونغ (بالإنجليزية: William Long)‏ هو موجه قوارب ‏ أمريكي، ولد في 3 أكتوبر 1935 في ليتل روك في الولايات المتحدة، وتوفي في 19 مارس 2010.

## وصلات خارجية
- ويليام لونغ على موقع الاتحاد الدولي للتجديف (الإنجليزية)
- ويليام لونغ على موقع أوليمبيديا (الإنجليزية)